# Нечипоренко Кирило Семенович
Кирило Семенович Нечипоренко (1855 — ?, не раніше 1916) — депутат Державної думи I скликання від Таврійської губернії, мировий суддя.

## Біографія
За національністю українець. З селян села Агайманаг Іванівської волості Мелітопольського повіту Таврійської губернії. Випускник земського училища. Потім склав іспит при Херсонській гімназії на звання народного вчителя. 25 років був волосним писарем в Іванівській, Сірогозькій та Рогатчикській волостях. Голосний Мелітопольського повітового земства. Почесний мировий суддя. Організатор сільських бібліотек, чайних для народу, поштово-телеграфних установ тощо. Член Всеросійського Селянського союзу. Популярний серед селян.
26 березня 1906 року обраний до Державної Думи I скликання від з'їзду уповноважених від волостей. Увійшов до Трудової групи. Член Комісії з виконання державного розпису доходів та витрат. Підписав законопроект «Про громадянську рівність».
Подальша доля та дата смерті невідомі.